# Šahovski set Dubrovnik
Šahovski set Dubrovnik je stil, odnosno komplet šahovskih figura nastao prilikom IX. šahovske olimpijade održane 1950. u Dubrovniku. Ovaj je set varijanta Stauntonova šahovskog seta, nazvanog po engleskom šahistu Howardu Stauntonu. Taj je set danas standardan u svim šahovskim natjecanjima pod pokroviteljstvom FIDE ili Europske šahovske unije. 
Ovaj se šahovski komplet smatra klasikom u izradi šahovskih figura. Bio je omiljeni šahovski set Bobbyja Fischera.

## Povijest
Deveta šahovska olimpijada, prva nakon pauze zbog Drugoga svjetskog rata, održana je od 20. kolovoza do 11. rujna 1950. u Jugoslaviji u Dubrovniku. Za organizaciju se osobno pobrinuo Josip Broz Tito. Ovaj je turnir ostao upamćen kao jedan od najznačajnijih u šahovskoj povijesti. Na olimpijadi su sudjelovala 84 igrača iz 16 država svijeta. Odigrano je 480 partija. Zlatnu medalju osvojila je Jugoslavija  (to je ujedno bilo prvo olimpijsko zlato koje su osvojili jugoslavenski šahisti), srebrnu Argentina, a brončano je odličje osvojila reprezentacija Zapadne Njemačke.
Prvi set Dubrovnik izrađen je u Subotici. Zanimljivo, na setu nema nikakvih religijskih obilježja, što je prvi takav šahovski set korišten na nekom velikom natjecanju.

## Zanimljivosti
Bobby Fischer u jednom je radio intervjuu izjavio: »Ono na čemu sam igrao sa Spaskim '92. bio je originalni set Dubrovnik, i vrlo, vrlo je rijedak, mislim, gotovo je nemoguće dobiti jedan... Mislim da je to najbolji šahovski set na kojem sam igrao... Radost je igrati na njemu, radost je držati figure... Čudesan je.«  
»Na fotografijama na kojima me vidiš kako igram i analiziram, to je drugi set Dubrovnik, kasnije izrađen u Hrvatskoj. Taj sam dobio u Zagrebu '70. [na Turniru mira] i to je odličan set, ali su ga ukrali... I balans figura, figure ne padaju, a dizajn... to je izvrstan, izvrstan set.«